# Черро-аль-Ламбро
Черро-аль-Ламбро (итал. Cerro al Lambro) — коммуна в Италии, в провинции Милан области Ломбардия.
Население составляет 4344 человека, плотность населения составляет 434 чел./км². Занимает площадь 10 км². Почтовый индекс — 20077. Телефонный код — 02.
Покровителями коммуны почитаются святой апостол Иаков Старший и святой Христофор, празднование во второе воскресение октября.